# Коробка (тара)

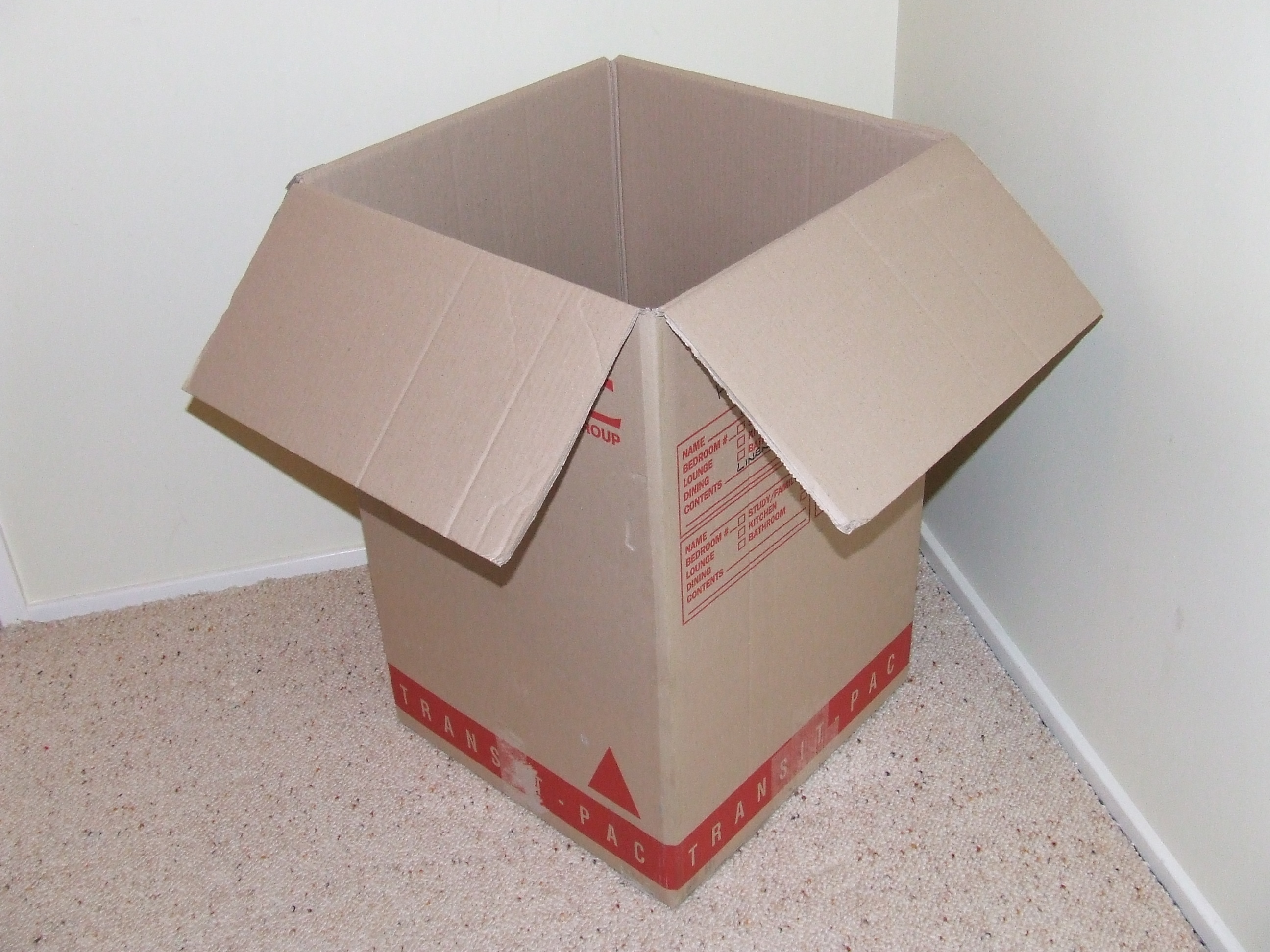
Коробка

Коро́бка — разова споживча тара з корпусом різноманітної форми, з плоским дном, що закривається знімною кришкою (накривкою) чи кришкою на шарнірі. Аналогічний виріб з дерева чи фанери називається ящиком. Цей вид упаковки широко використовується для зберігання та транспортування товарів різних видів, від продуктів харчування до електроніки та косметики. Однією з переваг коробок є їхній зручний та надійний спосіб зберігання та захисту вмісту від зовнішніх впливів під час транспортування. Крім того, коробки легко маркувати, що полегшує їхнє сортування та ідентифікацію.

## Використання
Картонні коробки використовуються у багатьох сферах життя, включаючи промисловість, торгівлю та побут. Вони є незамінними для упаковки та транспортування товарів різних видів і розмірів, від харчових продуктів до електроніки. Крім того, картонні коробки також використовуються для зберігання особистих речей, від документів до одягу та взуття.